# Mathis Amougou
Mathis Amougou (Le Blanc-Mesnil, 18 gennaio 2006) è un calciatore francese, centrocampista dello Strasburgo e della nazionale Under-20 francese.

## Carriera

### Club
Amougou è cresciuto nel settore giovanile del Saint-Étienne, con cui ha firmato il primo contratto professionistico il 3 aprile 2023. Ha debuttato in prima squadra il 9 dicembre 2023 nell'incontro di Coppa di Francia vinto 1-0 contro il Nîmes.
Il 3 febbraio 2025 viene ceduto per 15 milioni di euro al Chelsea, con cui nella seconda metà della stagione 2024-2025 gioca una partita nella prima divisione inglese.
Nell'estate del 2025 torna a titolo definitivo in Francia, allo Strasburgo.

### Nazionale
Dopo aver precedentemente giocato con la nazionale francese Under-16, nel 2023 ha partecipato con la Francia Under-17 al campionato mondiale di categoria, concluso al secondo posto e nel quale è stato insignito del pallone di bronzo. Sempre nello stesso anno ha inoltre esordito nella nazionale francese Under-18.

## Statistiche

### Presenze e reti nei club
Statistiche aggiornate al 25 settembre 2024
| Stagione               | Squadra                | Campionato             | Campionato | Campionato | Coppe nazionali | Coppe nazionali | Coppe nazionali | Coppe continentali | Coppe continentali | Coppe continentali | Altre coppe | Altre coppe | Altre coppe | Totale | Totale | Totale |
| Stagione               | Squadra                | Comp                   | Pres       | Reti       | Comp            | Pres            | Reti            | Comp               | Pres               | Reti               | Comp        | Pres        | Reti        | Pres   | Reti   |        |
| ---------------------- | ---------------------- | ---------------------- | ---------- | ---------- | --------------- | --------------- | --------------- | ------------------ | ------------------ | ------------------ | ----------- | ----------- | ----------- | ------ | ------ | ------ |
| 2022-2023              | Saint-Étienne 2        | N3                     | 8          | 1          | -               | -               | -               | -                  | -                  | -                  | -           | -           | -           | 8      | 1      |        |
| 2023-2024              | Saint-Étienne 2        | N3                     | 12         | 2          | -               | -               | -               | -                  | -                  | -                  | -           | -           | -           | 12     | 2      |        |
| Totale Saint-Étienne 2 | Totale Saint-Étienne 2 | Totale Saint-Étienne 2 | 20         | 3          |                 | -               | -               |                    | -                  | -                  |             | -           | -           | 20     | 3      |        |
| 2023-2024              | Saint-Étienne          | L2                     | 1          | 0          | CF              | 1               | 0               | -                  | -                  | -                  | -           | -           | -           | 2      | 0      |        |
| 2024-2025              | Saint-Étienne          | L1                     | 7          | 0          | CF              | 0               | 0               | -                  | -                  | -                  | -           | -           | -           | 7      | 0      |        |
| Totale Saint-Étienne   | Totale Saint-Étienne   | Totale Saint-Étienne   | 8          | 0          |                 | 1               | 0               |                    | -                  | -                  |             | -           | -           | 9      | 0      |        |
| Totale carriera        | Totale carriera        | Totale carriera        | 28         | 3          |                 | 1               | 0               |                    | -                  | -                  |             | -           | -           | 29     | 3      |        |

## Palmarès

### Club

#### Competizioni internazionali
- UEFA Conference League: 1

Chelsea: 2024-2025

### Individuale
- Pallone di bronzo del Mondiale Under-17: 1

2023